# Memmingerberg
Memmingerberg település Németországban, azon belül Bajorországban. Lakosainak száma 3214 fő (2023. december 31.). Memmingerberg Holzgünz és Ungerhausen községekkel határos.

## Népesség
A település népessége az elmúlt években az alábbi módon változott:
| Lakosok száma | 484  | 2308 | 2440 | 2023 | 2634 | 2735 | 2812 | 2931 | 3206 | 3214 |
|               | 1875 | 1950 | 1975 | 1987 | 2012 | 2014 | 2016 | 2017 | 2021 | 2023 |